# همسر خوب
همسر خوب یک سریال تلویزیونی درام حقوقی، سیاسی و جنایی ساخت شبکه سی‌بی‌اس و محصول آمریکا است که داستان این سریال در شهر شیکاگو، ایلینوی اتفاق می‌افتد.
همسر خوب دارای آرک‌های داستانی دنباله دار فراوانی است که طی قسمت‌های متفاوت دنبال می‌شود. همچنین هر قسمت به تنهایی نیز داری یک داستان مجزا می‌باشد که در انتهای قسمت به نتیجه می‌رسد.
این سریال تحسین شده، ۲۲ سپتامبر ۲۰۰۹ پخش خود را آغاز کرد، و بعد از ۷ فصل و دریافت جوایز فراوان از جمله ۵ جایزه امی، در تاریخ ۷ فوریه ۲۰۱۶ اعلام شد ۷ قسمت باقی مانده از فصل ۷، قسمت‌های پایانی سریال خواهندبود. این سریال با پخش قسمت آخر خود در تاریخ ۸ مِه ۲۰۱۶، به کار خود پایان داد.

## داستان
خط داستانی سریال تلویزیونی همسر خوب بر زندگی آلیشیا فلوریک، با بازی جولیانا مارگولیس، همسر پیتر فلوریک، دادستان کل شهر منطقه کوک در شهر شیکاگو، ایلینوی (بزرگترین منطقه کشور آمریکا از نظر جمعیتی بعد از لس آنجلس)، متمرکز شده‌است. همسر آلیشیا به دنبال یک سری رسوایی‌ها در فساد و فعالیت‌های جنسی عمومی بازداشت شده‌است. آلیشیا به شغل سابقش که وکالت حقوقی است بازمی‌گردد تا بتواند اعتبار از دست رفته‌اش را بازسازی کند و دو فرزندش را سر و سامان دهد.

## هنرپیشگان
| بازیگر           | نقش            | فصل  | فصل  | فصل  | فصل  | فصل  | فصل   | فصل   |
| بازیگر           | نقش            | ۱    | ۲    | ۳    | ۴    | ۵    | ۶     | ۷     |
| ---------------- | -------------- | ---- | ---- | ---- | ---- | ---- | ----- | ----- |
| جولیانا مارگولیس | آلیشیا فلوریک  | اصلی | اصلی | اصلی | اصلی | اصلی | اصلی  | اصلی  |
| مت زوکری         | کری آگوس       | اصلی | اصلی | اصلی | اصلی | اصلی | اصلی  | اصلی  |
| آرچی پنجابی      | کالیندا شارما  | اصلی | اصلی | اصلی | اصلی | اصلی | اصلی  |       |
| گراهام فیلیپس    | زک فلوریک      | اصلی | اصلی | اصلی | اصلی | اصلی | فرعی  | فرعی  |
| مکنزی وگا        | گریس فلوریک    | اصلی | اصلی | اصلی | اصلی | اصلی | اصلی  | اصلی  |
| جاش چارلز        | ویل گارنر      | اصلی | اصلی | اصلی | اصلی | اصلی | مهمان | مهمان |
| کریستین برنسکی   | دایان لاک هارت | اصلی | اصلی | اصلی | اصلی | اصلی | اصلی  | اصلی  |
| الن کامینگ       | ایلای گولد     | فرعی | اصلی | اصلی | اصلی | اصلی | اصلی  | اصلی  |
| زاچ گرنیر        | دیوید لی       | فرعی | فرعی | فرعی | فرعی | اصلی | اصلی  | اصلی  |
| متیو گود         | فین پالمر      |      |      |      |      | اصلی | اصلی  |       |
| کاش جامبو        | لوکا کویین     |      |      |      |      |      |       | اصلی  |
| جفری دین مورگان  | جیسون کراوس    |      |      |      |      |      |       | اصلی  |

## قسمت‌ها
| فصل | فصل | قسمت | تاریخ پخش       | تاریخ پخش     | ریتینگ | ریتینگ                |
| فصل | فصل | قسمت | قسمت اول        | قسمت آخر      | رتبه   | تعداد بیننده (میلیون) |
| --- | --- | ---- | --------------- | ------------- | ------ | --------------------- |
|     | ۱   | ۲۳   | ۲۲ سپتامبر ۲۰۰۹ | ۲۵ مه ۲۰۱۰    | ۱۸     | ۱۳٫۱۲                 |
|     | ۲   | ۲۳   | ۲۸ سپتامبر ۲۰۱۰ | ۱۷ مه ۲۰۱۱    | ۱۶     | ۱۳٫۰۰                 |
|     | ۳   | ۲۲   | ۲۵ سپتامبر ۲۰۱۱ | ۲۹ آوریل ۲۰۱۲ | ۲۶     | ۱۱٫۸۳                 |
|     | ۴   | ۲۲   | ۳۰ سپتامبر ۲۰۱۲ | ۲۸ آوریل ۲۰۱۳ | ۲۷     | ۱۰٫۹۸                 |
|     | ۵   | ۲۲   | ۲۹ سپتامبر ۲۰۱۳ | ۱۸ مه ۲۰۱۴    | ۲۳     | ۱۱٫۴۳                 |
|     | ۶   | ۲۲   | ۲۱ سپتامبر ۲۰۱۴ | ۱۰ مه ۲۰۱۵    | ۲۲     | ۱۲٫۱۷                 |
|     | ۷   | ۲۲   | ۴ اکتبر ۲۰۱۵    | ۸ مه ۲۰۱۶     | TBA    | TBA                   |